# Baltimore City College
Baltimore City College, conhecida coloquialmente como City, City College, BCC e apelidada de "The Castle on the Hill" ("O Castelo da Colina"), é uma escola secundária pública de Baltimore, Maryland, Estados Unidos. Inaugurada em outubro de 1839 como "The High School", "City" é a terceira mais antiga escola pública ativa dos EUA. Uma escola preparatória para a faculdade em toda a cidade, com foco em artes liberais, a Baltimore City College possui critérios de admissão seletivos com base em exames de admissão e notas do ensino médio. O currículo de quatro anos do City College inclui o IB Middle Years Programme e o IB Diploma Programme dos currículos do Bacharelado Internacional desde meados da década de 1980.
Ela está localizada em um campus de 38 acre(s)s (0,15 km2) no topo da colina, no nordeste de Baltimore, rodeado pela 33rd Street, Alameda e Loch Raven Boulevard. O edifício principal da escola é um marco histórico nacional e tem uma designação de marco da cidade de Baltimore. De acordo com a Sociedade Histórica de Maryland, "a estrutura em estilo de arquitetura neogótica de granito e pedra calcária é o ponto mais alto dentro dos limites da cidade. Com uma torre gótica singular e impressionante, que mede duzentos pés de altura, o edifício e o campus circundante, como um parque, oferecem vistas panorâmicas do distante horizonte da cidade de arranha-céus e Inner Harbor.

## História
A pressão pública e as crescentes necessidades das classes comercial e comercial induziram vários líderes políticos a introduzir resoluções na antiga prefeitura, pedindo a criação de uma escola secundária "na qual os ramos mais altos da literatura inglesa e clássica deveriam ser ensinados exclusivamente". A resolução foi aprovada por unanimidade pelo Conselho da Cidade de Baltimore em 7 de março de 1839 e assinada pelo décimo prefeito, Shepard C. Leakin.
Por conseguinte, o Conselho de Comissários da Escola alugou uma estrutura de moradia a dois quarteirões a noroeste do Baltimore City/County Courthouse em uma pequena passagem estreita do que era então chamado Courtland Street (agora no lado leste da Saint Paul Street/Place.
"The High School", como foi chamada pela primeira vez, abriu suas portas em 20 de outubro de 1839, com 46 alunos e um professor, Nathan C. Brooks (1809-1898), renomado estudioso local de literatura clássica, que também serviu como primeiro diretor.
A escola mudou-se várias vezes no início e foi alojada em três locais diferentes nos primeiros três anos antes de retornar novamente ao prédio original da casa na Courtland Street. Finalmente, em 1843, o Conselho da Cidade alocou 23 mil dólares para adquirir a antiga estrutura vago de "Salas de Assembléia" no canto nordeste das ruas East Fayette e Holliday para a nova escola. As famosas Salas de Assembléia eram operadas pela antiga Assembléia de Dança de Baltimore e eram o local de eventos sociais para a próxima classe média, que ainda não tinha salas de desenho e mansões para festas. Em 1850, o Conselho da Cidade concedeu ao Conselho de Comissários da Escola o direito de conferir aos graduados do ensino médio com certificados de graduação e, no ano seguinte, no antigo Front Street Theatre, ao longo do rio Jones Falls, o colégio realizou sua primeira cerimônia de formatura sob o nome de "Central High School of Baltimore", com o conhecido cidadão cívico influente e advogado Severn Teackle Wallis (1816-1894), como seu primeiro orador.
Em 1865, de acordo com uma recomendação do Conselho de Comissários das Escolas Públicas da Cidade de Baltimore, a escola começou a oferecer uma faixa de cinco anos, como parte de um processo destinado a elevar a escola ao status de faculdade, que poderia conceder a seus graduados graus de bacharelado. No ano seguinte, em 9 de outubro de 1866, a escola foi renomeada "The Baltimore City College" (BCC) pelo Conselho da Cidade de Baltimore. O Conselho não tomou outras medidas e, embora a escola tenha mudado nominalmente, nunca recebeu o poder de conferir diplomas de bacharelado em artes.
Em 1873, quando um incêndio se espalhou do Holliday Street Theatre para as "Assembleias", o Conselho da Cidade dedicou novos recursos para erigir um novo edifício, especialmente para o City College. Muito foi adquirido na North Howard Street, em frente à West Center Street, e o Conselho alocou 150 dólares para a construção do novo prédio projetado pelo arquiteto de Baltimore Edmund G. Lind e pelo arquiteto municipal George C. Frederick, que entre seus muitos projetos urbanos estava concluindo a construção da nova Câmara Municipal de Baltimore, subindo no quarteirão em frente à Holliday Street, saindo do antigo City College/Central High queimado e de sua estrutura das salas de reunião. O novo edifício de estilo renascentista inglês neogótico estava voltado para o leste na Howard Street e ficava ao lado da magnífica Academia de Música (um auditório e auditório de estilo decorativo vitoriano também construído ao mesmo tempo no sul — local das festividades presidenciais dos recém-inaugurados Universidade Johns Hopkins em 1876, também usada para a abertura da Biblioteca Livre Enoch Pratt em 1882/1886). O novo Baltimore City College, agora finalmente em uma casa construída especialmente para sua missão educacional após 36 anos, foi dedicado em 1 de fevereiro de 1875. A escola mudou-se na semana seguinte.
O edifício gótico Tudor, que abrigava a escola após apenas dezessete anos de uso, foi destruído em 1892 pela construção do túnel da Ferrovia Baltimore & Ohio, que seguia para o norte sob Howard Street, da Camden Street Station à recém-construída Mount Royal Station e o City College entrou em colapso, danificando vários edifícios ao seu redor, incluindo vários teatros e a Academia de Música. Após uma longa controvérsia política municipal por três anos, em 1895, uma nova estrutura maior, projetada no estilo românico pelos renomados arquitetos locais Baldwin & Pennington, foi erguida no mesmo local, voltando-se apenas para o lado norte da Center Street. Este novo edifício ficou rapidamente superlotado e um anexo foi estabelecido na 26th Street. A adição não ajudou com o aumento de jovens em idade escolar que começaram a frequentar o City College na Primeira Guerra Mundial (1914-1918). Durante a década de 1920, os ex-alunos começaram a organizar uma campanha para fornecer à escola um edifício mais adequado com os terrenos do campus e, em 1926, foi inaugurado um enorme castelo de pedra gótico colegiado, projetado pela parceria arquitetônica de Buckler e Fenhagen no renomeado "Collegian Hill "a sudoeste da 33rd Street e das avenidas Alameda, na recém-desenvolvida região nordeste da cidade. Essa nova estrutura custa quase três milhões de dólares e um dos projetos de escolas públicas mais caros da época nos Estados Unidos e inaugurado oficialmente em 10 de abril de 1928.
A escola começou a se preparar para a admissão de estudantes afro-americanos, seguindo a decisão histórica Brown v. Board of Education, em maio de 1954, dois anos depois que o rival Instituto Politécnico de Baltimore, atlético e acadêmico, admitiu seus primeiros estudantes de então negros em 1952, com pouca controvérsia. Naquele mês de setembro de 1954, 10 African-American students matricularam em silêncio e em paz no City College e foram recebidos pelo diretor Chester A. Katzenkamp, corpo docente e discente, ao contrário de alguns distúrbios e manifestações de protesto em algumas outras escolas secundárias da cidade, como o Southern e Patterson Park. O conselho escolar da cidade também enviou dois homens afro-americanos, Eugene Parker e Pierre H. Davis, para lecionar na escola em 1956. Parker ensinou no City College por trinta anos no Departamento de Educação Física. Davis lecionou um ano de Educação Empresarial, mas retornou como o primeiro diretor negro da escola dezesseis anos depois, em 1971.
Em 1978, a pedido de protestos de professores e ex-alunos interessados, o marco "City" do City College passou por suas primeiras grandes reformas de capital, exigindo que a escola se mudasse temporariamente por dois anos. Um ano foi passado no Centro Educacional Calvert, na North Avenue e North Calvert Street, entre 1978 e 1979. No segundo ano acadêmico, a escola estava localizada no subsolo da Eastern High School vizinha, toda feminina. Quando o campus da BCC reabriu, a escola recebeu mulheres pela primeira vez. Os 140 anos de tradição exclusivamente masculina não terminaram facilmente; ex-alunos e alguns professores haviam defendido a singularidade de um sistema educacional para pessoas do mesmo sexo. No entanto, os membros do Conselho de Administração da Escola de Baltimore finalmente votaram na admissão de mulheres citando preocupações constitucionais.

## Alunos notáveis
Muitos ex-alunos do City College se tornaram funcionários públicos, incluindo dois dos dez indivíduos atualmente representando o estado de Maryland no Congresso dos EUA, o congressista Dutch Ruppersberger e o senador Ben Cardin. Entre os graduados com serviço militar significativo estão dois Comandantes da Guarda Costeira dos EUA — Contra-Almirante Frederick C. Billard e Almirante J. William Kime, bem como o 2.º Tenente Jacob Beser do Corpo Aéreo do Exército dos Estados Unidos o único indivíduo a servir nas duas missões de bomba atômica sobre o Japão em 1945. Além disso, três ex-alunos do City College também receberam a Medalha de Honra do Congresso, o maior prêmio militar do país.
A lista de ex-alunos da BCC também inclui cientistas de destaque, escritores notáveis e empresários de sucesso.

## Membros notáveis do corpo docente

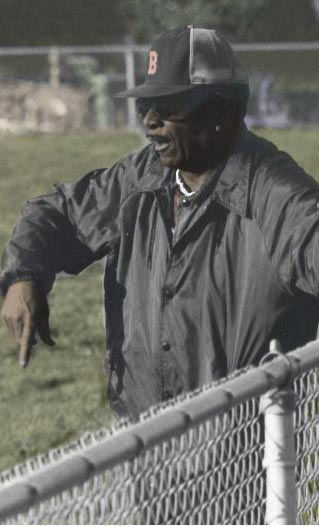
Treinador Eugene Parker, 1984

- Blanche F. Bowlsbey, primeira professora do sexo feminino (1935–1955)[28]
- Ed Burns, escritor vencedor do prêmio Edgar por The Corner and The Wire[29]
- Pierre Davis, primeiro professor afro-americano (1956), primeiro diretor afro-americano (1971)[30]
- Mellasenah Morris, decano do Instituto Peabody da Universidade Johns Hopkins (2008 – presente)[31]
- McFadden Newell, primeiro diretor da Universidade Towson[32][33]
- Z. Z. Packer, autor, Bolsa Guggenheim[34]
- Eugene Parker, primeiro treinador afro-americano (1956–1986)[35]
- George Petrides, mais antigo membro do corpo docente (1972–2018)[36]
- George L. P. Radcliffe, senador dos EUA[37]
- Henry E. Shepherd, superintendente, escolas públicas da cidade de Baltimore; presidente, The College of Charleston (1882–1897)[38]
- Robert Herring Wright, primeiro presidente, East Carolina University[39]
- George Young, executivo da NFL, gerente geral do New York Giants[40]

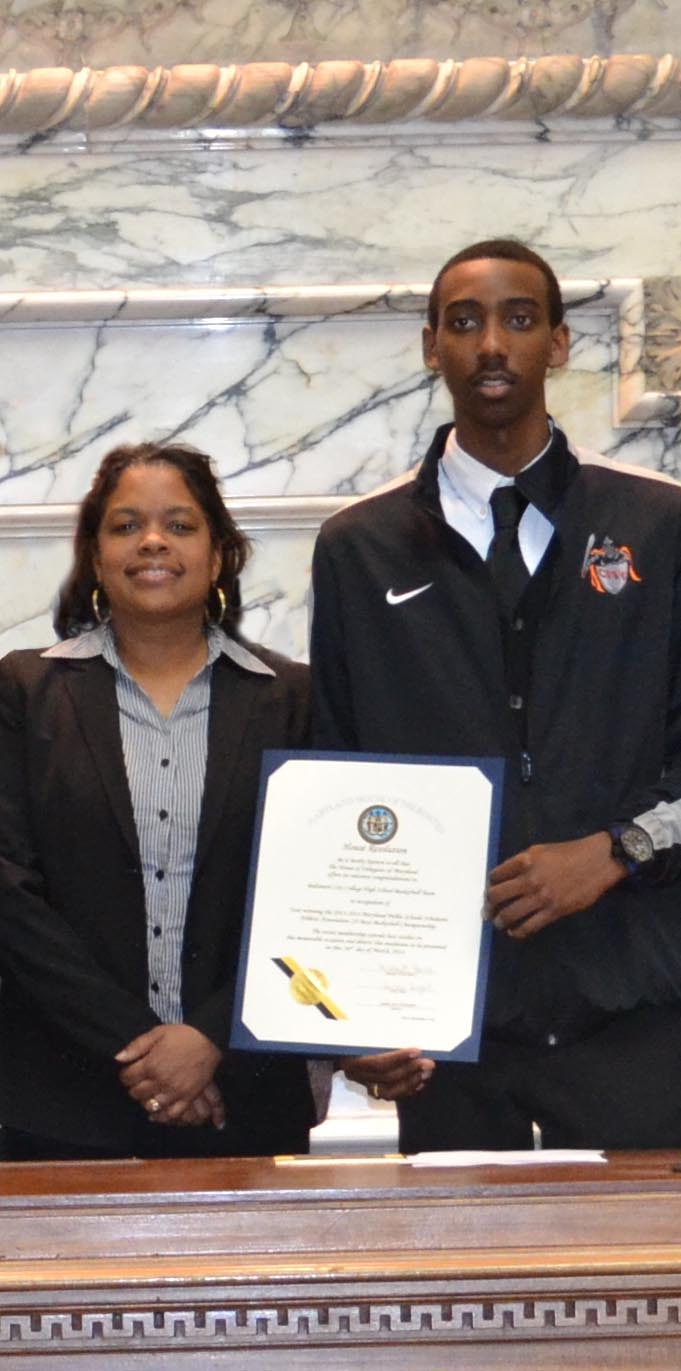
A diretora Cindy Harcum e o capitão da equipe de basquete Bond na cerimônia de reconhecimento do campeonato estadual na Câmara dos Delegados em Annapolis, 2014

## Diretores
- Nathan C. Brooks (1839-1849), primeiro diretor da "The High School".
- Francis G. Waters (1849-1853), segundo diretor da então renomeada "Central High School of Baltimore".
- George Morrison
- Thomas D. Baird
- Joseph Elliott
- Francis A. Soper (1890–1911), o mais antigo mandatário de 21 anos[41]
- Wilbur F. Smith (1911–1926)
- Frank R. Blake (1926-1932)
- Phillip H. Edwards (1932-1948)
- Chester H. Katzenkamp (1948-1956)
- Henry T. Yost (1956-1963)
- Julius G. Hlubb (1963-1967)
- Jerome G. Denaburg (1967-1970)
- Pierre H. Davis, (1970-1974), primeiro diretor negro
- Solomon Lausch (1979- x)
- Joseph Antenson
- Doris Johnson (em exercício)
- Joseph Wilson
- Cynthia (Cindy) Harcum (2010 — presente), uma das primeiras mulheres formadas no City College, mais tarde se tornou sua diretora feminina.